# Cocos2d
Cocos2dはオープンソースの2Dゲームフレームワークである。オリジナルのCocos2DフレームワークはPyglet上のPythonで書かれているが、他の言語及びプラットフォームにも移植されている。

## 派生フレームワーク

### C++
Cocos2d-XはCocos2d for iPhoneを基にC++で書かれたマルチプラットフォームの移植版である。iOS、Android、Windows Phone 8、Windows、macOS、Marmalade、Linux、Bada、BlackBerry 10上で動作する。また、LuaとJavaScriptスクリプトバインディングも有する。

### C#
Cocos2d-XNA(またはCocos2d-X for XNA)は、Cocos2d-XベースのXNA及びMonoGame向けのC#移植版である。

### Go
gocos2dはCocos2DベースのGo移植版である。

### Java
Cocos2d-androidはCocos2d for iPhoneベースのAndroid向けのJava移植版である。

### JavaScript
Cocos2d-javascriptはCocos2D for iPhoneベースのJavaScript移植版である。
Cocos2d-html5はCocos2D-Xベースのウェブ向けのJavaScript移植版である。JavaScriptバインディングを使用してCocos2d-X及びCocos2d for iPhone上で動作するものと同様のコードを使用することを目的としている。

### Objective-C
Cocos2d for iPhone(もしくはCocos2d-iphone)はオリジナルのフレームワークとデザイン及びコンセプトを同じとするiOS及びmacOS向けのObjective-C移植版である。APIはBox2D、Chipmunk物理エンジンと統合している。Cocos2dはApp Storeで公開されている多くのゲームで利用されている。
Cocos3DはObjective-Cで書かれたCocos2D用の3D拡張である。Cocos3Dは3Dメッシュモデル、透過投影カメラ、マテリアル、ライトニング等をサポートする3Dモデリングスペース機能を追加する。